# Languedoc-Montpeyroux
Languedoc-Montpeyroux ist ein Weinbaugebiet innerhalb des Languedoc an den Ausläufern des Causse du Larzac, das nach dem Winzerdorf Montpeyroux benannt wurde. Das Terroir bildet eine geologisch und klimatisch einheitliche Zone um das Dorf. Karge Böden aus Kalk- und Vulkangestein, Kies, blauem Mergel und rotem Lehm („Terra rossa“), die von kühlen, trockenen Nordwest-Tramontane-Winden überstrichen werden und die sonst nur Oliven, Mandeln und Eichen eine landwirtschaftlich nutzbare Grundlage bereiten, bilden die natürliche Grundlage für den Weinbau. Der Wind bietet ein Kleinklima, das zusammen mit den porösen, drainierten Böden ein gesundes Wachstum der Reben gewährt.
Diese Region ist prädestiniert für Syrah und Grenache, aber auch Mourvèdre, Carignan und Cinsault werden hier angebaut. Selbst in optimaler Südausrichtung gewachsene Weine behalten hier durch ihre kleinklimatischen Gegebenheiten eine große Frische und gute Struktur.
Die kleinparzellige Anbauweise im Anbaugebiet wird von etwa 20 selbst abfüllenden Winzern sowie der Genossenschaft Montpeyroux Coopérative Artisanale bewerkstelligt. Die Genossenschaft wurde 1950 gegründet, hatte in den Jahren 1910 bis 1929 jedoch schon eine Vorläuferorganisation.
Die Appellation wurde 1985 als AOC Coteau du Languedoc-Montpeyroux eingetragen und 2007 in AOP Languedoc-Montpeyroux spezifiziert. Selbsterklärtes Ziel der Appellation ist es, ihrem eigenständigen Terroir einen Ruf wie Faugères oder Saint-Chinian zu verschaffen. Ferner ist beabsichtigt, einen Cru zu kreieren.